# 11401 Pierralba
11401 Pierralba este un asteroid din centura principală de asteroizi.

## Descriere
11401 Pierralba este un asteroid din centura principală de asteroizi. A fost descoperit pe 15 ianuarie 1999 la Caussols, în cadrul proiectului ODAS. Asteroidul prezintă o orbită caracterizată de o semiaxă mare de 2,25 ua, o excentricitate de 0,20 și o înclinație de 5,0° în raport cu ecliptica.